# Người Maranao

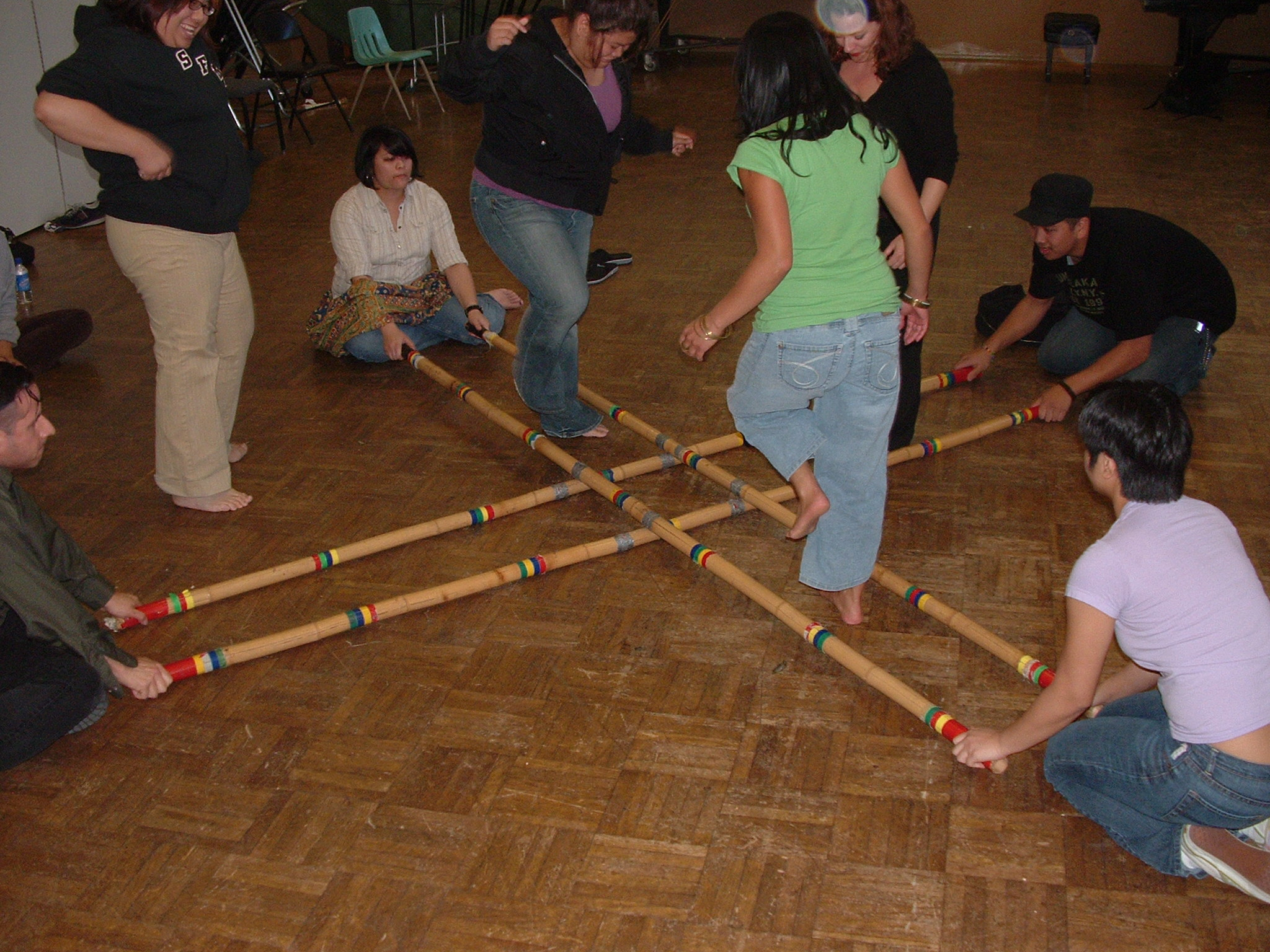
Vũ công tập múa Singkil

Người Maranao (tiếng Maranao: ['mәranaw]), còn được đọc là Meranao, Maranaw (dựa theo tên chim bồ câu Marapatik), theo tiếng Filipino: Mëranaw (dựa theo tên chim công Papanoka Mera)  là thuật ngữ được chính phủ Philippines sử dụng để chỉ bộ tộc miền Nam là "người dân của hồ" (Ranao trong tiếng Iranaon), một khu vực Hồi giáo chủ yếu ở đảo Mindanao của Philippines. Họ được biết đến với hàng thủ công nghệ thuật, dệt, gỗ, kim loại, và văn học sử thi cùng điệu múa sạp nổi tiếng Singkil hay còn gọi là Darangen..
Người Maranao nói tiếng Maranao, là ngôn ngữ thuộc nhóm ngôn ngữ Philippine trong Ngữ tộc Malay-Polynesia của ngữ hệ Austronesia.